# NO RETURN
『NO RETURN』（ノー・リターン）はBLUEWの4枚目のシングル及び4枚目のアルバム。

## シングル内容
事実上のラストシングルで、シックTV-CFイメージソング。
カップリング曲含めて同名アルバムに収録されている。

## シングル収録曲
編曲：BLUEW
1. NO RETURN
作詞：澄わたる・片山圭司　作曲：片山圭司
2. GO!
作詞：片山圭司　作曲：BLUEW

## アルバム内容
ラストアルバムとなった本作。
片山圭司が共作を含めて全曲の作詞を担当した。

## アルバム収録曲
特記以外　作詞・作曲：片山圭司　編曲：BLUEW
1. NO RETURN
作詞：澄わたる・片山圭司
2. 愛しきYounger Days
3. Precious Woman
4. 大いなる夜
5. Humanity
6. GO!
7. キラメキはNon Stop!
作曲：大堀薫
8. Dear My Friend
作曲：大堀薫
9. 流されて
10. MY ROAD
作曲：増崎孝司
11. SOUL TO SOUL

## 参加ミュージシャン
- 古村敏比古 - サックス